# Mariela López Carrasco
Mariela López Carrasco (San Miguel, Santiago, 12 de diciembre de 1982) es una deportista paralímpica chilena especializada en tiro con arco adaptado.
A lo largo de su carrera, ha representado a Chile siendo parte del Team Chile en diversas competencias nacionales e internacionales, obteniendo múltiples medallas y reconocimientos en esta disciplina. Actualmente esta en el top 10 en la categoría Women 1 (Recurvo/Compuesto) individual, siendo su mejor marca un top 4 en septiembre de 2024 a nivel mundial en la misma categoría.

## Carrera
En el Campeonato Parapanamericano Santiago 2022, Mariela compitió en la categoría de mujeres W1. Luego de caer en semifinales frente a la experimentada atleta Albina Torres, obtuvo la medalla de bronce, marcando un hito en su trayectoria deportiva. Este evento se llevó a cabo entre el 21 y el 27 de noviembre de 2022.
En 2023, durante los Juegos Parapanamericanos realizados en Santiago, Chile, se convirtió en una de las sorpresas del torneo. Después de avanzar con éxito hasta semifinales, venció a la argentina Albina Torres con un marcador de 79-49. En la final, se enfrentó a la estadounidense Tracy Otto, en un duelo que concluyó con un marcador de 101-83 a favor de la norteamericana. Este resultado le otorgó a Mariela la medalla de plata, consolidándose como una de las mejores arqueras adaptadas de la región. Este evento tuvo lugar entre el 18 y el 22 de noviembre de 2023.
En el ámbito internacional, Mariela participó en el Evento de Clasificación Mundial de Tiro con Arco Adaptado, celebrado entre el 22 y el 30 de junio de 2024. Aunque fue eliminada en la primera ronda por la británica Victoria Kingstone.
A principios de 2024, participó en el 8º Torneo de Clasificación Mundial de Tiro con Arco Fazza, realizado del 2 al 7 de marzo. Mariela logró avanzar hasta los cuartos de final, donde fue derrotada por la atleta checa Tereza Brandtova, obteniendo el octavo lugar. En esa misma fecha, participó en el Torneo de Clasificación Final para los Juegos Paralímpicos de París 2024, donde alcanzó la semifinal y obtuvo una medalla de bronce tras enfrentarse a la atleta paralímpica turca Nil Mısır.
Más adelante, entre el 22 y el 28 de abril de 2024, representó a Chile en el Campeonato Parapanamericano de Tiro con Arco, realizado en São Paulo, Brasil. En esta competencia, Mariela consiguió dos medallas de bronce: una en la categoría individual W1 Open y otra en equipo mixto junto a su compatriota Bastián Gamboa.
En 2024, el Comité Paralímpico de Chile realizó su primera gala para reconocer a los deportistas más destacados del año. Entre los galardonados se puede encontrar a Mariela Lopez Carrasco, la cual entró en la categoría de Medallistas 2023, donde tras la obtención de su medalla de plata en los Panamericanos Santiago 2023, este comité entregó un reconocimiento por este logro. 
Gracias a su trayectoria, Mariela es beneficiaria de la Beca Deportistas Destacados 2024, otorgada por la Corporación del Deporte de La Florida. Este apoyo ha sido fundamental para continuar impulsando su desarrollo deportivo y consolidar su posición como una de las referentes del tiro con arco adaptado en Chile y en el ámbito internacional. 

## Participaciones
Su primera participación representando a Chile fue en el año 2022 logrando conseguir un 3° Lugar consiguiendo la medalla de bronce.
| Evento                                                                | Sede    | Resultado |
| --------------------------------------------------------------------- | ------- | --------- |
| Juegos Parapanamericanos 2022                                         | Chile   | 3° Lugar  |
| Juegos Parapanamericanos de 2023                                      | Chile   | 2° Lugar  |
| Torneo de clasificación final para los Juegos Paralímpicos París 2024 | Dubai   | 3° Lugar  |
| 8º Torneo de Clasificación Mundial Fazza Para Tiro con Arco           | Dubai   | 8° Lugar  |
| Campeonato Panamericano Para 2024                                     | Brasil  | 3° Lugar  |
| Torneo de clasificación mundial de para-tiro con arco                 | Chequia | 9° Lugar  |